# NGC 7452
NGC 7452 ist eine linsenförmige Galaxie vom Hubble-Typ S0 im Sternbild Fische auf der Ekliptik, die schätzungsweise 560 Millionen Lichtjahre von der Milchstraße entfernt ist.
Im selben Himmelsareal befinden sich u. a. die Galaxien NGC 7455 und NGC 7459.
Das Objekt wurde am 14. Oktober 1884 von Lewis Swift entdeckt.